# هانا تيري
هانا تيري (بالإنجليزية: Hanna Terry)‏ (29 نوفمبر 1990 بسانتا مونيكا في الولايات المتحدة - ) هي لاعبة كرة قدم أمريكية وسويدية في مركز الهجوم. لعبت مع أبولون ليماسول وبورتلاند ثورنز.

## وصلات خارجية
- هانا تيري على موقع اتحاد النرويج (النرويجية)
- هانا تيري على موقع قاعدة بيانات كرة القدم.إي يو (الإنجليزية)
- هانا تيري على موقع Soccerway.com (الإنجليزية)